# إم إم إسفهاني
إم إم إسفهاني المحدودة (بالإنجليزية: M. M. Ispahani Limited) (تعرف أيضاً بمجموعة إسفهاني) هي مجموعة شركات في بنغلاديش.
يقع مقرها في تشيتاغونغ، وتملكها عائلة إسفهاني. وتملك المجموعة أكبر شركة شاي عربي في بنغلاديش، والتي تعتبر أكبر علامة تجارية في البلاد.
كما تعمل أيضاً في مجالات الشحن والعقارات والنسيج والفنادق.